# Chhabi Biswas
Chhabi Biswas [Chabi Biśbās] (13. srpnja 1900. – 11. lipnja 1962.) bio je indijski glumac, poznat po ulogama aristokratskog patrijarha, a najpoznatiji po ulozi bogatog zemljoposjednika u filmu Devi („Božica“). Sam Biswas bio je član bogate obitelji, a tumačio je uloge oca u indijskom društvu.

## Filmovi
Najpoznatije uloge u filmovima:
- Jalsaghar
- Božica
- Kanchenjungha